# Sabatia arkansana
Sabatia arkansana е вид тревисто растение от семейство Тинтявови (Gentianaceae).

## Разпространение
Видът е разпространен в планините Уошито в окръг Салин, Арканзас.